# 40ste Césaruitreiking
De 40ste Césaruitreiking, waarbij prijzen worden uitgereikt aan de beste prestaties in Franse films in 2014, vond plaats op 20 februari 2015 in het Théâtre du Châtelet in Parijs. De ceremonie wordt georganiseerd door de Académie des arts et techniques du cinéma. De nominaties werden bekendgemaakt op 28 januari 2015. De grootste winnaar (7 Césars) was Timbuktu van Abderrahmane Sissako, gevolgd door Les Combattants, de debuutfilm van Thomas Cailley, met 3 Césars.

## Nominaties & winnaars

### Beste film
- Timbuktu
  - Les Combattants
  - Eastern Boys
  - La Famille Bélier
  - Saint Laurent
  - Hippocrate
  - Clouds of Sils Maria

### Beste regisseur
- Abderrahmane Sissako - Timbuktu
  - Olivier Assayas - Clouds of Sils Maria
  - Thomas Lilti - Hippocrate
  - Céline Sciamma - Bande de filles
  - Thomas Cailley - Les Combattants
  - Bertrand Bonello - Saint Laurent
  - Robin Campillo - Eastern Boys

### Beste acteur
- Pierre Niney - Yves Saint Laurent
  - Romain Duris - Une nouvelle amie
  - Gaspard Ulliel - Saint Laurent
  - Guillaume Canet - La prochaine fois je viserai le cœur
  - Niels Arestrup - Diplomatie
  - François Damiens - La Famille Bélier
  - Vincent Lacoste - Hippocrate

### Beste actrice
- Adèle Haenel - Les Combattants
  - Juliette Binoche - Clouds of Sils Maria
  - Catherine Deneuve - Dans la cour
  - Marion Cotillard - Deux jours, une nuit
  - Émilie Dequenne - Pas son genre
  - Sandrine Kiberlain - Elle l'adore
  - Karin Viard - La Famille Bélier

### Beste acteur in een bijrol
- Reda Kateb - Hippocrate
  - Éric Elmosnino - La Famille Bélier
  - Jérémie Renier - Saint Laurent
  - Guillaume Gallienne - Yves Saint Laurent
  - Louis Garrel - Saint Laurent

### Beste actrice in een bijrol
- Kristen Stewart - Clouds of Sils Maria
  - Marianne Denicourt - Hippocrate
  - Claude Gensac - Lulu femme nue
  - Izïa Higelin - Samba
  - Charlotte Le Bon - Yves Saint Laurent

### Beste jong mannelijk talent
- Kévin Azaïs - Les Combattants
  - Ahmed Dramé - Les Héritiers
  - Kirill Emelyanov - Eastern Boys
  - Pierre Rochefort - Un beau dimanche
  - Marc Zinga - Qu'Allah bénisse la France

### Beste jong vrouwelijk talent
- Louane Emera - La Famille Bélier
  - Lou de Laâge - Respire
  - Joséphine Japy - Respire
  - Ariane Labed - Fidelio, l'odyssée d'Alice
  - Karidja Touré - Bande de filles

### Beste origineel script
- Timbuktu – Abderrahmane Sissako en Kessen Tall
  - Les Combattants – Thomas Cailley en Claude Le Pape
  - La Famille Bélier – Victoria Bedos en Stanislas Carré de Malberg
  - Hippocrate – Thomas Lilti, Julien Lilti, Baya Kasmi en Pierre Chosson
  - Clouds of Sils Maria – Olivier Assayas

### Beste bewerkt script
- Diplomatie - Cyril Gely en Volker Schlöndorff
  - La Chambre bleue - Mathieu Amalric en Stéphanie Cléau
  - Lulu femme nue - Sólveig Anspach en Jean-Luc Gaget
  - Pas son genre - Lucas Belvaux
  - La prochaine fois je viserai le cœur - Cédric Anger

### Beste decor
- La Belle et la Bête - Thierry Flamand
  - La French - Jean-Philippe Moreaux
  - Saint Laurent - Katia Wyszkop
  - Timbuktu - Sebastian Birchler
  - Yves Saint Laurent - Aline Bonetto

### Beste kostuums
- Saint Laurent - Anaïs Romand
  - La Belle et la Bête - Pierre-Yves Gayraud
  - La French - Carine Sarfati
  - Une nouvelle amie - Pascaline Chavanne
  - Yves Saint Laurent - Madeline Fontaine

### Beste cinematografie
- Timbuktu - Sofian El Fani
  - La Belle et la Bête - Christophe Beaucarne
  - Saint Laurent - Josée Deshaies
  - Clouds of Sils Maria – Yorick le Saux
  - Yves Saint Laurent - Thomas Hardmeier

### Beste montage
- Timbuktu - Nadia Ben Rachid
  - Les Combattants – Lilian Corbeille
  - Hippocrate - Christel Dewynter
  - Party Girl - Frédéric Baillehaiche
  - Saint Laurent - Fabrice Rouaud

### Beste geluid
- Timbuktu - Philippe Welsh, Roman Dymny en Thierry Delor
  - Bande de filles - Perre André en Daniel Sobrino
  - Bird People - Jean-Jacques Ferran, Nicolas Moreau en Jean-Pierre Laforce
  - Les Combattants – Jean-Luc Audy, Guillaume Bouchateau en Niels Barletta
  - Saint Laurent - Nicolas Cantin, Nicolas Moreau en Jean-Pierre Laforce

### Beste filmmuziek
- Timbuktu - Amine Bouhafa
  - Bande de filles - Jean-Baptiste De Laubier
  - Bird People - Béatrice Thiriet
  - Les Combattants – Lionel Flairs, Benoït Rault en Philippe Deshaies
  - Yves Saint Laurent - Ibrahim Maalouf

### Beste debuutfilm
- Les Combattants - Thomas Cailley
  - Elle l'adore - Jeanne Herry
  - Fidelio, l'odyssée d'Alice - Lucie Borleteau
  - Party Girl - Marie Amachoukeli, Claire Burger, Samuel Theis
  - Qu'Allah bénisse la France - Abd Al Malik

### Beste animatiefilm
- Minuscule - La Vallée des Fourmis Perdues - Thomas Szabo en Hélène Giraud
  - Song of the Sea - Tomm Moore
  - Jack et la Mécanique du cœur - Mathias Malzieu en Stéphane Berla

### Beste documentaire
- The Salt of the Earth - Wim Wenders en Juliano Ribiero Salgado
  - Caricaturistes - Fantassins de la démocratie - Stéphane Valloatto
  - Les Chèvres de ma mère - Sophie Audier
  - La Cour de Babel - Julie Bertuccelli
  - National Gallery - Frederick Wiseman

### Beste buitenlandse film
- Mommy  Canada
  - 12 Years a Slave  Verenigde Staten
  - Boyhood  Verenigde Staten
  - Deux jours, une nuit  België- Frankrijk- Italië
  - Ida  Polen
  - The Grand Budapest Hotel  Verenigd Koninkrijk- Duitsland
  - Kış uykusu (Winter Sleep)  Turkije- Duitsland- Frankrijk

### Beste korte film
- La Femme de Rio - Emma Luchini en Nicolas Rey
  - Aïssa - Clément Tréhin-Lalanne
  - Inupiluk - Sébastien Betbeder
  -  Les Jours d'avant - Karim Moussaoui
  - Où je mets ma pudeur - Sébastien Bailly
  - La Virée à Paname - Carine May en Hakim Zouhani

### Beste korte animatiefilm
- Les Petits Cailloux - Chloë Mazlo
  - Bang Bang - Julien Bisaro
  - La Bûche de Noël - Vincent Patar en Stéphane Aubier
  - La Petite Casserole d'Anatole - Eric Montchaud

### Ere-César
- Sean Penn voor zijn volledige carrière.

### Films met meerdere nominaties
De volgende films ontvingen meerdere nominaties:
| Nominaties | Film                                 | Césars |
| ---------- | ------------------------------------ | ------ |
| 10         | Saint Laurent                        | 1      |
| 9          | Les Combattants                      | 3      |
| 8          | Timbuktu                             | 7      |
| 7          | Hippocrate                           | 1      |
| 7          | Yves Saint Laurent                   | 1      |
| 6          | Clouds of Sils Maria                 | 1      |
| 6          | La Famille Bélier                    | 1      |
| 4          | Bande de filles                      |        |
| 3          | Eastern Boys                         |        |
| 3          | La Belle et la Bête                  | 1      |
| 2          | Pas son genre                        |        |
| 2          | Elle l'adore                         |        |
| 2          | Diplomatie                           | 1      |
| 2          | Bird People                          |        |
| 2          | Respire                              |        |
| 2          | Party Girl                           |        |
| 2          | Qu'Allah bénisse la France           |        |
| 2          | Fidelio, l'odyssée d'Alice           |        |
| 2          | La French                            |        |
| 2          | Une nouvelle amie                    |        |
| 2          | La prochaine fois je viserai le cœur |        |
| 2          | Lulu femme nue                       |        |